# Bad Füssing
Bad Füssing település Németországban, azon belül Bajorországban. Lakosainak száma 8230 fő (2023. december 31.). Bad Füssing Malching, Kirchham, Pocking, Antiesenhofen, Reichersberg, Mörschwang, Obernberg am Inn, Kirchdorf am Inn és Mühlheim am Inn községekkel határos.

## Népesség
A település népessége az elmúlt években az alábbi módon változott:
| Lakosok száma | 3740 | 5081 | 6692 | 6805 | 6870 | 7192 | 7416 | 7572 | 7787 | 8230 |
|               | 1970 | 1987 | 2011 | 2013 | 2014 | 2016 | 2017 | 2019 | 2021 | 2023 |